# Heart of Lions Football Club
Maillots
Actualités
Le Heart of Lions Football Club est un club ghanéen de football fondé en 2002 et basé dans la ville de Kpandu.

## Histoire
Le Heart of Lions FC est fondé en 2002. Il monte en première division ghanéenne dès la saison 2003.

## Anciens joueurs
| - Dominic Adiyiah - Stephen Ahorlu - Komlan Amewou - John Boye - Rachad Chitou - Stephen Ahorlu |